# Roberto Gavaldón
Roberto Gavaldón (ur. 7 czerwca 1909 w Jiménez, zm. 4 września 1986 w mieście Meksyk) – meksykański reżyser i scenarzysta filmowy. Specjalista od melodramatów i autor ponad 50 filmów fabularnych. Jeden z głównych twórców tzw. złotej ery kina meksykańskiego (1936-1959).
Pracował z największymi gwiazdami kinematografii meksykańskiej, takimi jak María Félix, Dolores del Río, Arturo de Córdova czy Pedro Armendáriz. Nakręcił takie obrazy, jak m.in. La barraca (1945), Na twojej dłoni (1951), Chłopiec i mgła (1953), Meksyk w ogniu (1956), Środa popielcowa (1958), Kwiat majowy (1959) czy Don Kichot znów wyrusza (1973).
Największe międzynarodowe uznanie zdobył dzięki filmowi Macario (1960), który otrzymał nominację do Oscara dla najlepszego filmu nieanglojęzycznego. Na liście stu najlepszych meksykańskich filmów wszech czasów znalazło się aż osiem tytułów w reżyserii Gavaldóna.